# CAST-256
Cast (Carlisle Adams and Stafford Tavares) é uma família de cifra de blocos. Nessa família se encontra a cifras de blocos individuais conhecidas como, CAST-64, CAST-128 (ou CAST5) e CAST-128 (candidato ao AES). O algoritmo encontrado na família CAST é baseado no algoritmo DES (utlizada a rede de Feistel e é conhecido como rede de substituição-permutação). CAST usa S-caixas fixas, mas são consideravelmente maiores do que as utilizadas em DES. Essas S-caixas foram cuidadosamente projetadas para ser não-linear e resistente à criptoanálise.
A cifra CAST-256 foi derivada da cifra CAST-128 que é um algoritmo de cifra de bloco, sendo criado em 1996 por Carlisle Adams e Stafford Tavares. O CAST-128 é um algoritmo de Feistel, com 12 a 16 iterações (rodadas) da etapa principal, tamanho de bloco de 64 bits e chave de tamanho variável (40 a 128 bits, com acréscimos de 8 bits). Os 16 rounds de iteração são usados quando a chave tem comprimento maior que 80 bits. 
O algoritmo AES (Advanced Encryption Standard) é o principal padrão de criptografia simétrica atual.  Vários algoritmos participaram do processo para escolha do AES.  Para candidatura ao AES surgiu a necessidade de aumentar o tamanho do bloco de cifragem. Blocos esses que passaram a ter 128 bits. A partir disso, deu-se inicio a cifra CAST-256.
A cifra CAST-256 além de ter a característica de blocos maiores, agora com 128 bits, também possui chaves de 128, 192 ou 256 bits e 48 iterações (12 quad-rounds) e faz uso de uma rede de Feistel "generalizada".

## Princípios do CAST-256
- Em 1988-1990 começou o processo de criação de design para cifras simétricas, dando inicio à funções booleanas, Caixas-S, funções de rodadas, rotinas de chaves.
- Em 1992-1993 o nome CAST foi introduzido à família e especificado diversos parametros, dando inicio a criação do CAST-1 e posteriormente o CAST-2.
- Em 1993-1995 ocorreu a modificação da rotina de chave e partir disto deu-se o CAST-3 com uma maior foco em função de rodada e no design das Caixas-S. A criação preliminar das boxes-S caracteriza a CAST-4 e quando o design das boxes-S foram finalizadas criou-se a CAST-5 conhecida como CAST-128.
- Em 1997 foi publicada a cifra CAST-128 (RFC 2144).
- Em 1998 deu inicio a expansão da CAST-128 para a CAST-256 que foi submetida como candidato à cifra de bloco AES (Advanced Encryption Standard.

## Estrutura de funcionamento
A cifra CAST-256 faz uso de rede de Feistel, sendo o algoritmo desta rede baseado em:
- Seja {\displaystyle F} a função que será computada a cada rodada e seja {\displaystyle k_{0},k_{1},...,k_{n}} as subchaves utilizadas nas rodadas {\displaystyle 0,1,...,n} respectivamente. Então a operação básica realizada para encriptar o bloco de entrada é a seguinte:
  - Divida o bloco de entrada em duas metades (esquerdo e direito) que são processadas independentemente e para cada rodada {\displaystyle i=0,1,...,n} compute:

{\displaystyle Esquerda_{i+1}=Direita_{i}}
{\displaystyle Direita_{i+1}=Esquerda_{i}\oplus F(Direita_{i},k_{i})}
- A operação em cada rodada {\displaystyle i=n,n-1,...,0} utilizada para a decriptação do texto cifrado {\displaystyle (Esquerda_{i+1},Direita_{i+1})} é:

{\displaystyle Direita_{i}=Esquerda_{i+1}}
{\displaystyle Esquerda_{i}=Direita_{i+1}\oplus F(Esquerda_{i+1},k_{i})}
- Ao final das operações, obtem-se o texto em claro novamente.

## Funcionamento do algoritmo
Na Figura 1 conseguimos ver como é a estrutura de funcionamento da cifra CAST-256 que é bastante parecida com a de Feistel e se dá da seguinte maneira:

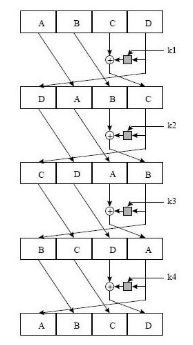
Figura 1: CAST-256

Dado um bloco de entrada de 128-bits, divida-o em quatro blocos de 32-bits, denotado por {\displaystyle \beta =(A,B,C,D)}. Seja o quad-round definido pelas seguintes operações de encriptação: {\displaystyle \beta \leftarrow Q_{i}(\beta )}.
{\displaystyle C=C\oplus f_{1}(D,k_{r0}(i),k_{m0}(i))}
{\displaystyle B=B\oplus f_{2}(C,k_{r1}(i),k_{m1}(i))}
{\displaystyle A=A\oplus f_{3}(B,k_{r2}(i),k_{m2}(i))}
{\displaystyle D=D\oplus f_{1}(A,k_{r3}(i),k_{m3}(i))}
quando {\displaystyle k_{rj}(i)} e {\displaystyle k_{mj}(i)} são gerados pelo algoritmo de geração de chave do CAST-256 (mais detalhes sobre o algoritmo de geração de chaves e sobre as funçoes {\displaystyle f_{1},f_{2},f_{3}} em 
O processo de decriptação se dá da seguinte maneira {\displaystyle \beta \leftarrow {\overline {Q_{i}}}(\beta )}.
{\displaystyle C=C\oplus f_{1}(D,k_{r0}(i),k_{m0}(i))}
{\displaystyle B=B\oplus f_{2}(C,k_{r1}(i),k_{m1}(i))}
{\displaystyle A=A\oplus f_{3}(B,k_{r2}(i),k_{m2}(i))}
{\displaystyle D=D\oplus f_{1}(A,k_{r3}(i),k_{m3}(i))}

## Descrição do algoritmo CAST-256
Seja {\displaystyle \beta } = 128-bits de bloco de entrada (texto em claro), temos o seguinte código de encriptação que corresponde ao esquema dito na seção anterior.
```
for
(
i
 
=
 
0
;
 
i
 
<
 
6
;
 
i
++
)

    
Beta
 
<-
 
Q
[
i
](
Beta
)
 

for
 
(
i
 
=
 
6
;
 
i
 
<
 
12
;
 
i
++
)
 

    
Beta
 
<-
 
Q_barra
[
i
](
Beta
)

```

A saída desse algoritmo é o bloco de entrada cifrado {\displaystyle \beta } de 128-bits.
A cifra CAST-256 faz uso de uma chave primária k de 256-bits. Considerando que a descriptografia é idêntica a criptografia, exceto que o conjunto de entradas das chaves {\displaystyle k_{r}(i),k_{m}(i)} na quad-round são derivadas de k e são usada em ordem inversa , como se segue:
```
for
 
(
i
 
=
 
0
;
 
i
 
<
 
12
;
 
i
++
)

{

    
k_
{
rnovo
}(
i
)
 
=
 
k_
{
r
}(
11
-
i
)

    
k_
{
mnovo
}(
i
)
 
=
 
k_
{
m
}(
11
-
i
)

}

```

A rotina de geração de chaves do CAST-256 é dada pelo seguinte algoritmo :
Inicialização
{\displaystyle c_{m}=2^{30}{\sqrt {2}}=5A827999_{16}}
{\displaystyle m_{m}=2^{30}{\sqrt {3}}=6ED9EBA1_{16}}
{\displaystyle c_{r}=19}
{\displaystyle m_{r}=17}
```
for
 
(
i
 
=
 
0
;
 
i
 
<
 
24
;
 
i
++
){

    
for
(
j
 
=
 
0
;
 
j
 
<
 
8
;
 
j
++
){

        
tmj
(
i
)
 
=
 
cm

        
cm
 
=
 
(
cm
 
+
 
mm
)
 
mod
 
2
 
^
 
32

        
trj
(
i
)
 
=
 
cr

        
cr
 
=
 
(
cr
 
+
 
mr
)
 
mod
 
32

    
}

}

```

Rotina da chave
{\displaystyle \kappa } = ABCDEFGH = chave primaria de 256 bits, K.
```
for
 
(
i
 
=
 
0
;
 
i
 
<
 
12
;
 
i
++
){

    
kappa
 
<-
 
omega
(
2
i
)(
K
)

    
kappa
 
<-
 
omega
(
2
i
+
)(
K
)

    
kr
(
i
)
 
<-
 
kappa

    
km
(
i
)
 
<-
 
kappa

}

```

Detalhes sobre a especificação da função omega em .
Nota:
{\displaystyle (|K|=128)->(E=F=G=H=0)}
{\displaystyle (|K|=160)->(F=G=H=0)}
{\displaystyle (|K|=192)->(G=H=0)}
{\displaystyle (|K|=224)->(H=0)}

## Criptoanálise
A ferramenta fundamental de um ataque linear é um diferenciador linear que consiste uma equação linear envolvendo pedaços de texto simples, texto cifrado e chave, segurando com probabilidade não uniforme. Essa discrepância entre a probabilidade de uma relação linear de uma cifra e  de um comportamento aleatório é chamado de viés. Normalmente, as relações lineares são derivados para cada componente individual em uma cifra. Além disso, as relações lineares são combinadas, levando a aproximações lineares de estruturas maiores, até alcançar múltiplas rodadas. Intuitivamente, aproximações lineares são realizadas de preferência sobre os componentes não lineares, tais como, as S-boxes. Seja a S-box S: {\displaystyle \mathbb {Z} _{2}^{n}\rightarrow \mathbb {Z} _{2}^{m}}, e duas cadeias de bits, {\displaystyle \Gamma X\in \mathbb {Z} _{n}^{2}} e {\displaystyle \Gamma Y\in \mathbb {Z} _{n}^{2}}, conhecido como máscaras de bits. A equação linear envolvendo os bits de entrada de {\displaystyle S}, designada por {\displaystyle \Gamma X}, e seus bits de saída designados por, {\displaystyle \Gamma Y} é {\displaystyle X\ast \Gamma X\oplus S[X]\ast \Gamma Y=0}. A probabilidade para que essa relação seja verdadeira é 
{\displaystyle P_{\Gamma X,\Gamma Y}={\frac {\#{X\in \mathbb {Z} _{2}^{n}|X.\Gamma X=S[X].\Gamma Y}}{\#{X\in \mathbb {Z} _{2}^{n}}}}}
Se {\displaystyle \Gamma X=\Gamma Y=0}, então a máscara de bits é chamado trivial; caso contrário, ele é chamado de não-trivial. A tendência desta relação linear é {\displaystyle |P_{\Gamma X,\Gamma Y}-{\frac {1}{2}}|}. Uma lista exaustiva contendo todas as entradas e saídas de máscaras de bits de uma S-box S é chamada Tabela aproximação linear (LAT) de {\displaystyle S}. O LAT permite identificar os mais promissores (não-trivial) relações lineares para S, nomeadamente aqueles com maior viés. 
O viés da combinação de duas aproximações lineares é derivado usando de Matsui Empilhar-Up Lema. A Zero-Up Lema assume que todas as subchaves das rodadas são independentes, a fim de calcular o viés combinado das relações lineares independentes. As subchaves das rodadas em CAST, porém, não são independentes, mas gerado através de um algoritmo de chave programação. No entanto, assumimos a aproximação é razoavelmente boa, como já foi assumido em ataques lineares anteriores sobre a cifra DES. 
Mas, não se pode combinar um número arbitrário de relações lineares. Uma restrição óbvia é a de limitar o esforço de ataque para menos do que a de uma pesquisa exaustiva chave. O tamanho da chave para CAST-128 é de pelo menos 40 bits, e para CAST-256, pelo menos 128 bits. Além disso, tanto para CAST-128 e CAST-256, nós olhamos para os ataques que não exigem mais texto do que o livro de códigos completa {\displaystyle (2^{64}e2^{128}}, blocos de texto, respectivamente). Caso contrário, um invasor pode recolher o livro de códigos e usá-lo para decifrar (e forjar) criptogramas sem conhecer a chave (e enquanto a chave não é alterado) 
As mesmas S-caixas de CAST-128 também são usadas em CAST-256. Da mesma forma, os mesmos três tipos de funções das rodadas de CAST-128 são aplicadas em grupos de quatro rodadas chamados quadrounds. 
Assim, usamos em CAST-256 as mesmas máscaras de bits usados em nossa análise da CAST-128. É interessante observar que  já previu aproximações lineares com mascára de saída diferente de zero. Mas, os autores  não discutiram mais este assunto.  
As primeiras relações lineares que temos para CAST-256 são 4-rodadas iterativa (Figura 2), que significa um quad-round. Apenas uma (de quatro) rodada é ativa e todas as quatro funções {\displaystyle f_{i}} desta rodada estão ativas. 

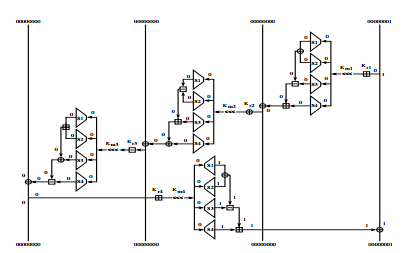
Figura 2 : Um quad-round iterativo de relações lineares para CAST-256

Calculamos o viés para a aproximação linear com máscaras {\displaystyle (00_{x},00000001_{x})}, para cada um das quatro caixas {\displaystyle S_{1}} até {\displaystyle S_{4}}. O viés é exatamente {\displaystyle 2^{-5}} para todos eles. 
Poderíamos ter construído as relações lineares alternativas iterativas, com bits de ordem superior definidos como {\displaystyle 00000002_{x}} ou {\displaystyle 00000003_{x}}. Para máscara de bit {\displaystyle 00000002_{x}} todos as S-caixas presente no viés {\displaystyle 2^{-5}}, e por {\displaystyle 00000003_{x}} o viés são {\displaystyle 2^{-6},2^{-5},2^{-6}} e {\displaystyle 2^{-7}} para as S-boxes {\displaystyle S_{1}} à {\displaystyle S_{4}}, respectivamente. Estas máscaras levam a uma diminuição de {\displaystyle 2^{-3}} no viés combinado devido ao carry e devido ao empréstimo de bits nas operações em modulo de adição e subtração nas funções das rodadas. Por exemplo, para uma rodada completa, usando a máscara {\displaystyle 00000002_{x}}, o viés torna-se {\displaystyle 2^{4}*2^{-5}*2^{-5}*2^{-5}*2^{-5}*2^{-3}=2^{-19}}. O fator {\displaystyle 2^{-3}} é, devido à aproximação do módulo da subtração e adição com a máscara {\displaystyle 00000002_{x}}. Assim, temos não nenhuma vantagem significativa no uso dessas máscaras de bits alternativas em vez de {\displaystyle 00000001_{x}}. 

A relação linear na Figura 2 pode ser usado para distinguir um número de rodadas quad-rounds da CAST-256 a partir de uma permutação aleatória (com o mesmo tamanho de bloco). Pode-se derivar uma relação linear, tais como {\displaystyle (D\oplus H)*00000001_{x}=0}, onde (A, B, C, D) indica um bloco de texto simples, e (E, F, G, H) indica um bloco de texto cifrado após uma série de quad-rodadas.

## Na Prática
Diversas ferramentas comerciais fazem uso da cifragem de dados:
- TrueCrypt
- CryptoExpert 2004 Lite
- E4M Disk Encryption

O PGP (Pretty Good Privacy) tem como algoritmo default CAST-128.